# Girlfriend in a Coma
«Girlfriend in a Coma» - en españolː Novia en coma - es una canción del grupo británico The Smiths. Fue lanzado como sencillo el 10 de agosto de 1987, alcanzando el 13.er puesto en el UK Singles Chart.

## Lanzamiento y promoción
La pista fue la primera de tres sencillos del álbum Strangeways, Here We Come, el último álbum de estudio de la banda. Como tal, fue el último sencillo en incluir nuevo material grabado en el lado B. Tiene la distinción de contener la última canción grabada por The Smiths, «I Keep Mine Hidden». También se incluye «Work Is a Four-Letter Word», cover de una canción de Cilla Black, grabada en el mismo período de sesiones. La insistencia de Morrissey en la grabación de este tema provocó la ira de Johnny Marr que abandonó el grupo poco después. 
El sencillo en sí es un tongue-in-cheek de music hall de inflexión que dura sólo dos minutos y dos segundos. Aunque aparentemente es «ligera» y pegadiza, la canción cuenta con tonos ácidos, con ambiguas letras. La canción también contiene un trabajo cumbre de guitarra de Johnny Marr. 
El video, que incluyó clips de la película The Leather Boys (protagonizada por Rita Tushingham), fue dirigido por Tim Broad. 

## Portada
La portada muestra a Shelagh Delaney, autora de la obra Un sabor a miel, en 1961. Fue presentada en color gris de 7" (pulgadas) en todos los países, salvo en Australia, donde fue teñida de verde para las 12".  
Esta fue la segunda vez que Delaney apareció en una portada de The Smiths, ya que ella apareció como en la foto de portada del célebre álbum Louder Than Bombs. 

## Legado
La canción da nombre a la novela de 1998 Girlfriend in a Coma de Douglas Coupland y la película de 2005 Girlfriend in a Kimono de Dominic Thackray.

## Lista de canciones
Todas las canciones escritas por Morrissey/Marr, excepto donde se señala. 

### 7": Rough Trade / RT197 (Reino Unido)
1. «Girlfriend in a Coma»
2. «Work Is a Four-Letter Word» (editado) (Guy Woolfenden, Don Black, Cilla Black)

### 12": Rough Trade / RTT197 (Reino Unido)
1. «Girlfriend in a Coma»
2. «Work Is a Four-Letter Word» (Woolfenden, Black, Black)
3. «I Keep Mine Hidden»

- También se publicó en casete Rough Trade RTT197C

- Datos: Q2020933